# Spark Motors
Spark Motors Pty Ltd war ein australischer Hersteller von Automobilen.

## Unternehmensgeschichte
Das Unternehmen aus Sydney begann 1923 mit der Produktion von Automobilen. Der Markenname lautete Spark. 1924 endete die Produktion. Insgesamt entstanden etwa zehn Fahrzeuge.

## Fahrzeuge
Das einzige Modell war der Nachfolger des Renown von E. W. Brown & McLelland. Es ähnelte dem Ford Modell T. Viele Teile stammten von Ford. Auffallend war der Kühlergrill, der jenen von Rolls-Royce ähnelte.